# Teresa Hill
Teresa Hill (Burley, 9 de mayo de 1969) es una actriz estadounidense de cine y televisión, activa en los medios entre 1990 y 2003. En la actualidad es propietaria de su propia empresa de diseño de interiores, Teresa Hill Designs.

## Filmografía

### Cine
| Año  | Título                                | Papel       | Notas |
| ---- | ------------------------------------- | ----------- | ----- |
| 1991 | The Being from Earth                  | Melissa     |       |
| 1991 | El Patrullero                         |             |       |
| 1992 | Electric Youth                        |             |       |
| 1993 | Puppet Master 4                       | Lauren      |       |
| 1994 | Puppet Master 5: The Final Chapter    | Lauren      |       |
| 1994 | In the Heat of Passion II: Unfaithful | Casey       |       |
| 1995 | Love and Happiness                    |             |       |
| 1995 | Raging Angels                         |             |       |
| 1996 | Bio-Dome                              | Jen         |       |
| 1997 | Kiss & Tell                           | Ivy Roberts |       |
| 1997 | Nowhere                               | Shannon     |       |
| 1998 | Circles a.k.a. Crossing Paths         | Lindsay     |       |
| 1999 | Twin Falls Idaho                      | Sissy       |       |
| 2000 | Looking for Lois                      | Lois        | Corto |
| 2001 | Cruel Intentions 2                    | Lilly       |       |
| 2001 | The 3 Little Wolfs                    | Tami        |       |
| 2001 | The New Woman                         | Tania       |       |
| 2001 | The Hollywood Sign                    | Wendy       |       |
| 2002 | National Lampoon's Van Wilder         |             |       |
| 2002 | The Gentleman Bandit.                 |             |       |
| 2003 | The Look                              | Stephanie   |       |

### Televisión
| Año       | Título                           | Papel          | Notas        |
| --------- | -------------------------------- | -------------- | ------------ |
| 1992      | Battle in the Erogenous Zone     |                | Telefilme    |
| 1994-1995 | Models, Inc.                     | Linda Holden   | 29 episodios |
| 1995-1996 | Hercules: The Legendary Journeys | Nemesis        | 2 episodios  |
| 1996      | Melrose Place                    | Claire Duncan  | 4 episodios  |
| 1997      | Pacific Blue                     | Sheila Dickson | 1 episodio   |
| 1999      | Silk Stalkings                   | Sally Robson   | 1 episodio   |
| 1999      | Manchester Prep                  | Lilly          | 3 episodios  |
| 2001      | Baywatch                         | Brit Schuster  | 1 episodio   |
| 2002-2003 | Guiding Light                    | Eden August    | 2 episodios  |
| 2003      | Law & Order                      | Gwen           | 1 episodio   |
| 2003      | Soap Talk                        | Ella misma     | 1 episodio   |